# Peter Deming
Peter Deming (* 13. Dezember 1957 in Beirut, Libanon) ist ein US-amerikanischer Kameramann.

## Leben
Peter Deming wuchs mit seinem älteren Bruder und Vater in Racine, Wisconsin auf. Nachdem er 1978 die St. Catherine's High School verließ, schloss er ein Studium der Kommunikationswissenschaften an der University of Wisconsin–Madison ab und studierte anschließend Kamera am American Film Institute. Daraufhin war Deming in Musikvideos und vor allem als Kameraassistent in Filmproduktionen aktiv und konnte sich ab Anfang der 1990er Jahre mit Filmen wie Mein böser Freund Fred, Mein Vetter Winnie und Loaded Weapon 1 als Kameramann etablieren. Sein Schaffen umfasst mehr als 50 Produktionen für Film und Fernsehen.

## Filmografie (Auswahl)
- 1982: The Silence
- 1987: Hollywood Shuffle
- 1987: Tanz der Teufel II – Jetzt wird noch mehr getanzt (Evil Dead II – Dead by Dawn)
- 1988: Der kleine lila Menschenfresser (Purple People Eater)
- 1988: Kopflos durch die Nacht (It Takes Two)
- 1988: Paratroopers (Scarecrows)
- 1990: House Party
- 1990: Martians Go Home – Die ausgeflippten Außerirdischen (Martians Go Home)
- 1990: Nachhilfe in Sachen Liebe (Book of Love)
- 1990: Why me? – Warum gerade ich? (Why Me?)
- 1991: American Cocktail (Scorchers)
- 1991: Mein böser Freund Fred (Drop Dead Fred)
- 1992: Mein Vetter Winnie (My Cousin Vinny)
- 1993: Loaded Weapon 1 (National Lampoon’s Loaded Weapon 1)
- 1993: Schwiegersohn Junior (Son in Law)
- 1994: 36 Tage Terror (S.F.W.)
- 1996: Joes Apartment – Das große Krabbeln (Joe's Apartment)
- 1997: Austin Powers – Das Schärfste, was Ihre Majestät zu bieten hat (Austin Powers: International Man of Mystery)
- 1997: Lost Highway
- 1997: Scream 2
- 1999: Music of the Heart
- 1999: Mystery – New York: Ein Spiel um die Ehre (Mystery, Alaska)
- 2000: Scream 3
- 2000: Women Love Women (If These Walls Could Talk 2)
- 2001: From Hell
- 2001: Mulholland Drive – Straße der Finsternis (Mulholland Drive)
- 2002: Austin Powers in Goldständer (Austin Powers in Goldmember)
- 2002: Im inneren Kreis (People I Know)
- 2004: I Heart Huckabees
- 2004: Twisted – Der erste Verdacht (Twisted)
- 2005: The Jacket
- 2005: Wo die Liebe hinfällt … (Rumor Has It…)
- 2007: Glück im Spiel (Lucky You)
- 2007: Married Life
- 2008: Der Love Guru (The Love Guru)
- 2009: Drag Me to Hell
- 2010: Last Night
- 2011: Scream 4
- 2012: The Cabin in the Woods
- 2013: Die fantastische Welt von Oz (Oz the Great and Powerful)
- 2016: Die Unfassbaren 2 (Now You See Me 2)
- 2017: Twin Peaks (Fernsehserie)
- 2020: Capone
- 2020: The New Mutants
- 2020: The Good Lord Bird (Fernsehserie)
- 2022: The Menu
- 2022: Shotgun Wedding – Ein knallhartes Team (Shotgun Wedding)

## Auszeichnungen (Auswahl)
Independent Spirit Awards
- 1991: Nominierung für die Beste Kamera von House Party
- 2002: Auszeichnung für die Beste Kamera von Mulholland Drive – Straße der Finsternis